# 五行山墙

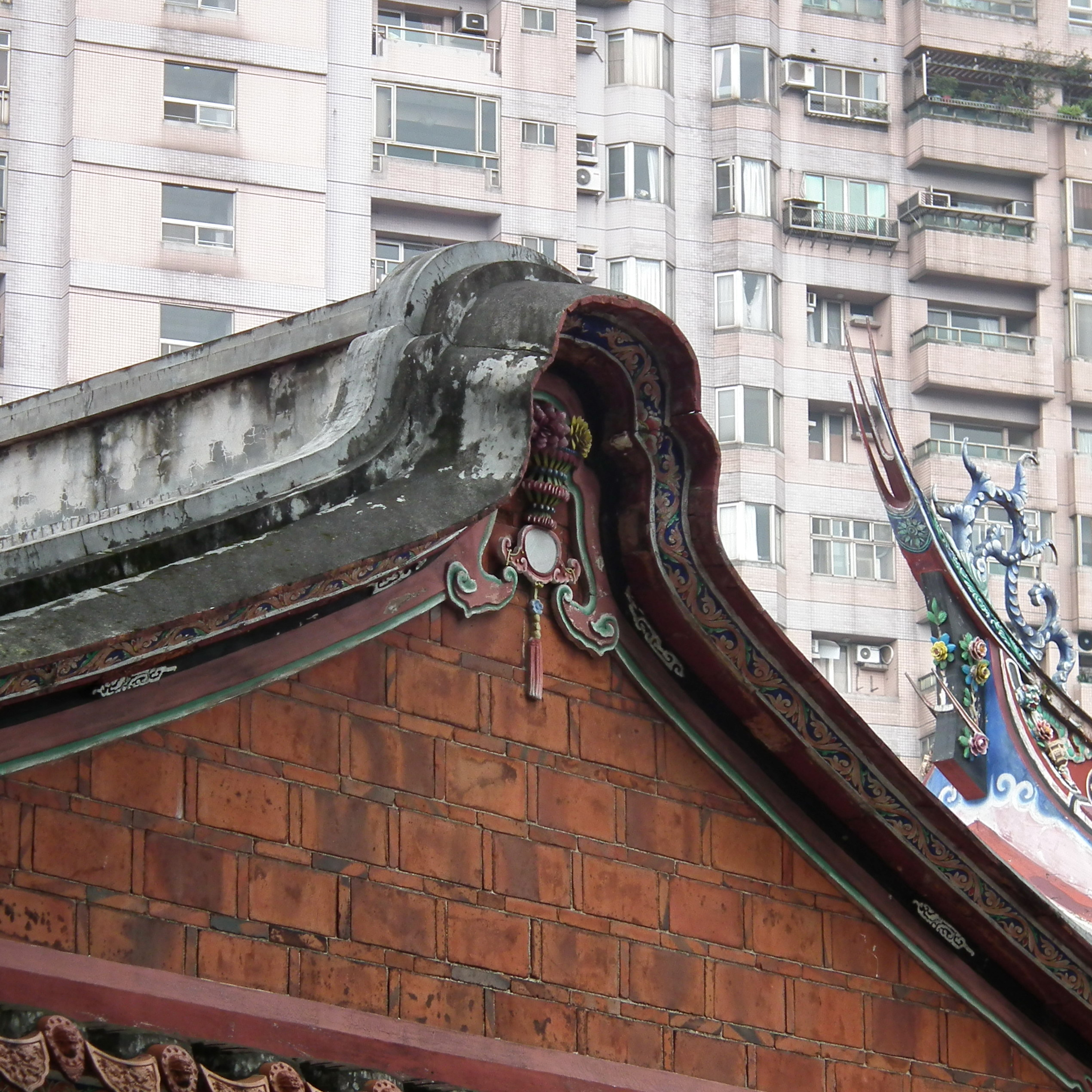
板橋林本源三落大厝的水型馬背

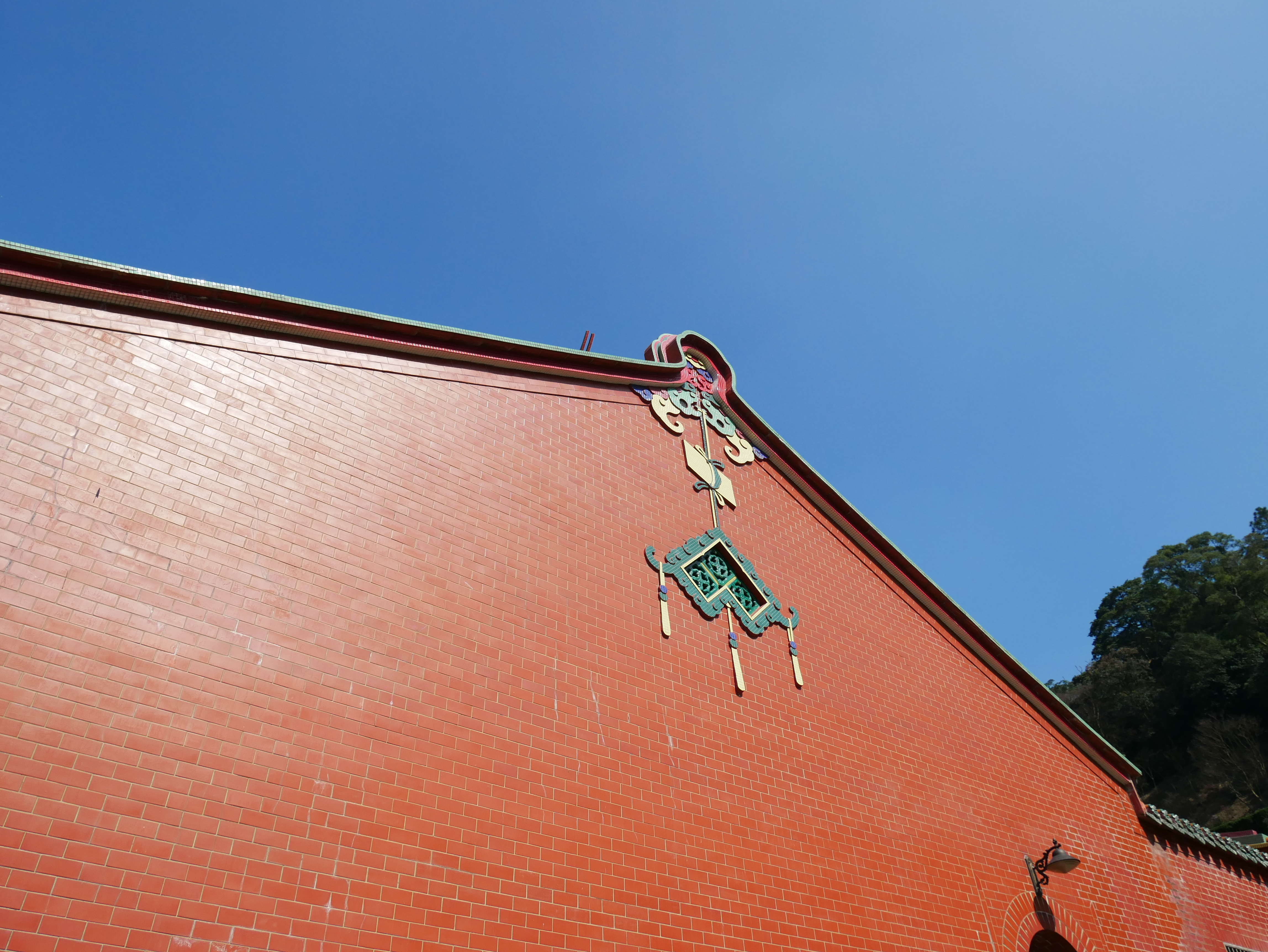
行修宮山牆木形馬背

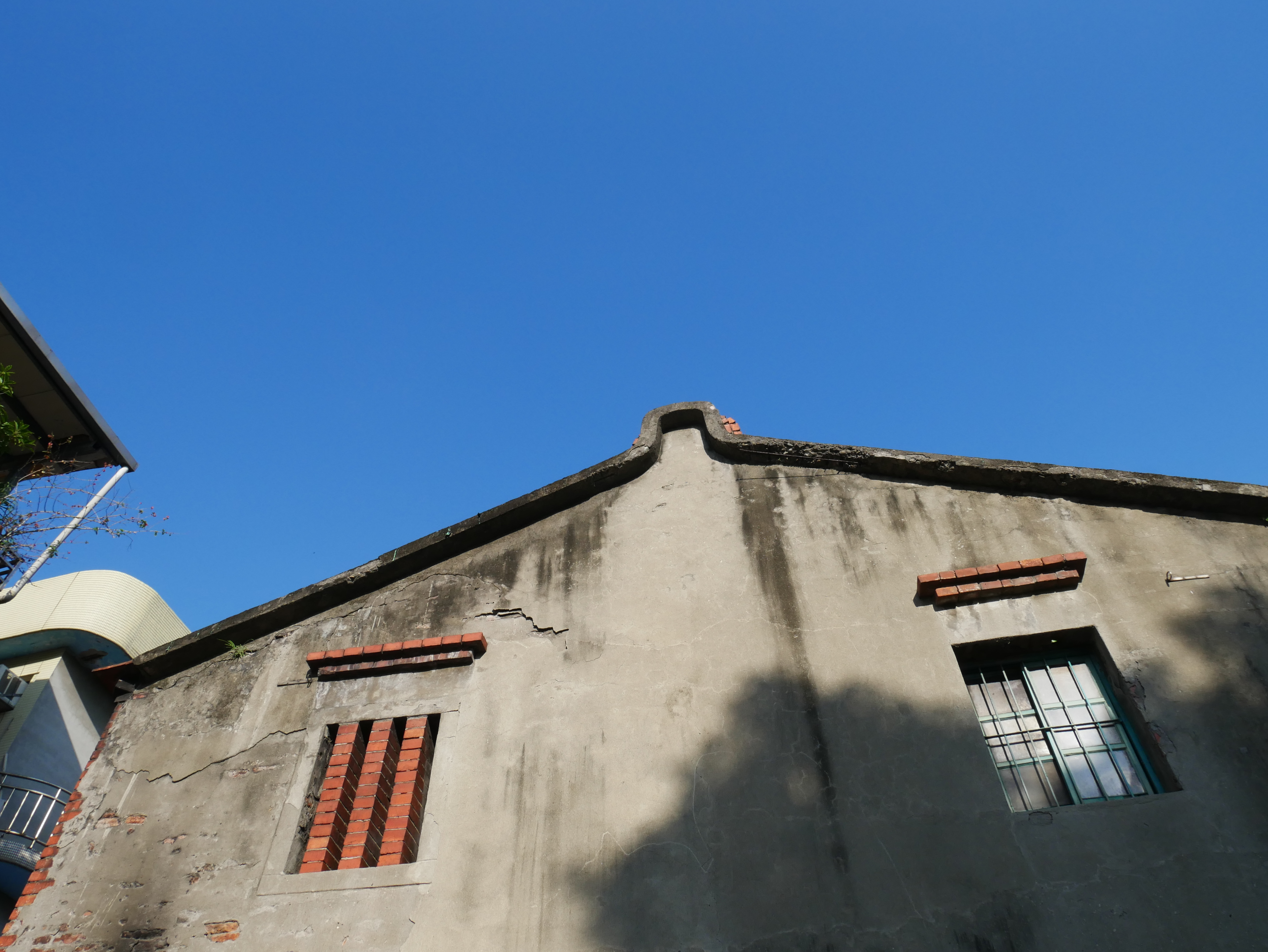
新莊潮江寺山牆木形馬背

五行山墙，又稱為馬鞍牆、風火山牆（中華民國連江縣縣民多作「封火山牆」）、火牆、馬歸、馬背山牆、規壁、歸壁、大規壁、圓仔頭、彎模頭、箍頭、鵝頭、棟頭、脊頭、規帶頭、封頭壁、風頭壁，是福州和臺灣漢族傳統建築中封火牆常見的形制，為屋頂曲脊和垂脊的銜接處鼓起的部分，由曲脊、紋路和脊頭三個部分鎖組成，內以磚瓦覆蓋，其大小會依正脊和屋身的尺寸而變化。
其和燕尾、瓦鎮為臺灣古厝屋脊上常見的三種屋脊造型變化形態，在早期並沒有一定的名稱或稱呼，大部分建築師傅都稱之為棟頭，最後由高燦榮教授於文大藝術研究所之碩士論文中為方便稱呼而提出。
一般而言，除大宅官家喜歡使用翹起的燕尾脊外，民宅多用屋脊中間平直，兩旁收於邊牆的馬背式建築。台灣傳統建築匠師並無馬背此用語，日本史學家藤島亥治郎在其《臺灣の建築》一書中亦曾將山牆稱為馬背，有可能是馬脊之誤，故亦有一說認為馬背即是山牆。金門民居為防風而常用大規壁，「規」字是指弧形的曲線，金門國家公園管理處更將馬背作為機關形象標誌。

## 五形馬背
馬背的造型源自《秘傳水龍經》中的「五行」學說，據風水書對五行圖案的描述，其對應分別是：金形圓、木形直、水形曲、火形銳與土形方，另有「商人喜金，工人喜木，農人喜水，官人喜火，地主喜土。」的說法。由於早期臺灣的五行觀念相當牢固，故在蓋房時也一定會考慮到風水及地理因素，搭配家族的命格，以互補增強的目的而建。有時候，馬背的形式亦會受地區、宗族之影響。舉例而言，若族中長老使用金形馬背，則其附近居民或族人也會跟著使用金形馬背。整體而言，「馬背」的造型以金形為多，水形次之，火、木和土形較少見，亦常看到一個屋子有二至三種形態混雜出現。
| 樣式               | 敘述 |
| 對應五行的山牆簡圖 | 金形馬背，又稱為「圓角馬背」或「圓角歸頭」，又客家泥匠將其稱為『茶壺凍』，是最古老的形態。又金形馬背有「帶來多金」及「擁有財富」的寓意。 |
| 對應五行的山牆簡圖 | 木形馬背，其將屋脊的圓角剷平為五個平直的邊。一般較常使用在廟宇或富人家族，民宅使用者少                                                   |
| 對應五行的山牆簡圖 | 水形馬背，將屋脊作為三個彎角，形同水波。                                                                                                 |
| 對應五行的山牆簡圖 | 火形馬背由多個反曲線組成，形狀有如燃燒中的火焰，故得名。                                                                                 |
| 對應五行的山牆簡圖 | 土形馬背上方削成一直線為方角，計有「一字型」和「凸字型」兩種樣式。                                                                       |

## 臺灣馬背

### 五形馬背
金形馬背臺灣各地也均可看見，亦是最常見的形態。其脊呈現圓角形，型態更因地分為南部、北部、新竹、東港、旗山、西南沿海等六種形態。
木形馬背在臺灣也未發現地域性分布，著名木形馬背建築有臺北保安宮、板橋林家等。另外，坐東向西的屋宅，正身馬背通常為「木形」。
臺灣的水形馬背基於不同的彎角弧度，又分為閩南與客家型兩種。一般而言，坐北朝南的屋宅，其正身馬背會使用「水形」。
火形馬背在台灣與水形馬背相同，亦可區分為閩南和客家型，且各為閩南人和客家人所居住。
由於土形遠看像墓碑，故臺灣民宅極少使用，僅有金門縣、苗栗縣後龍鎮及臺中市大甲區一帶的廟宇或祠堂較常見，且裝飾相當簡單。

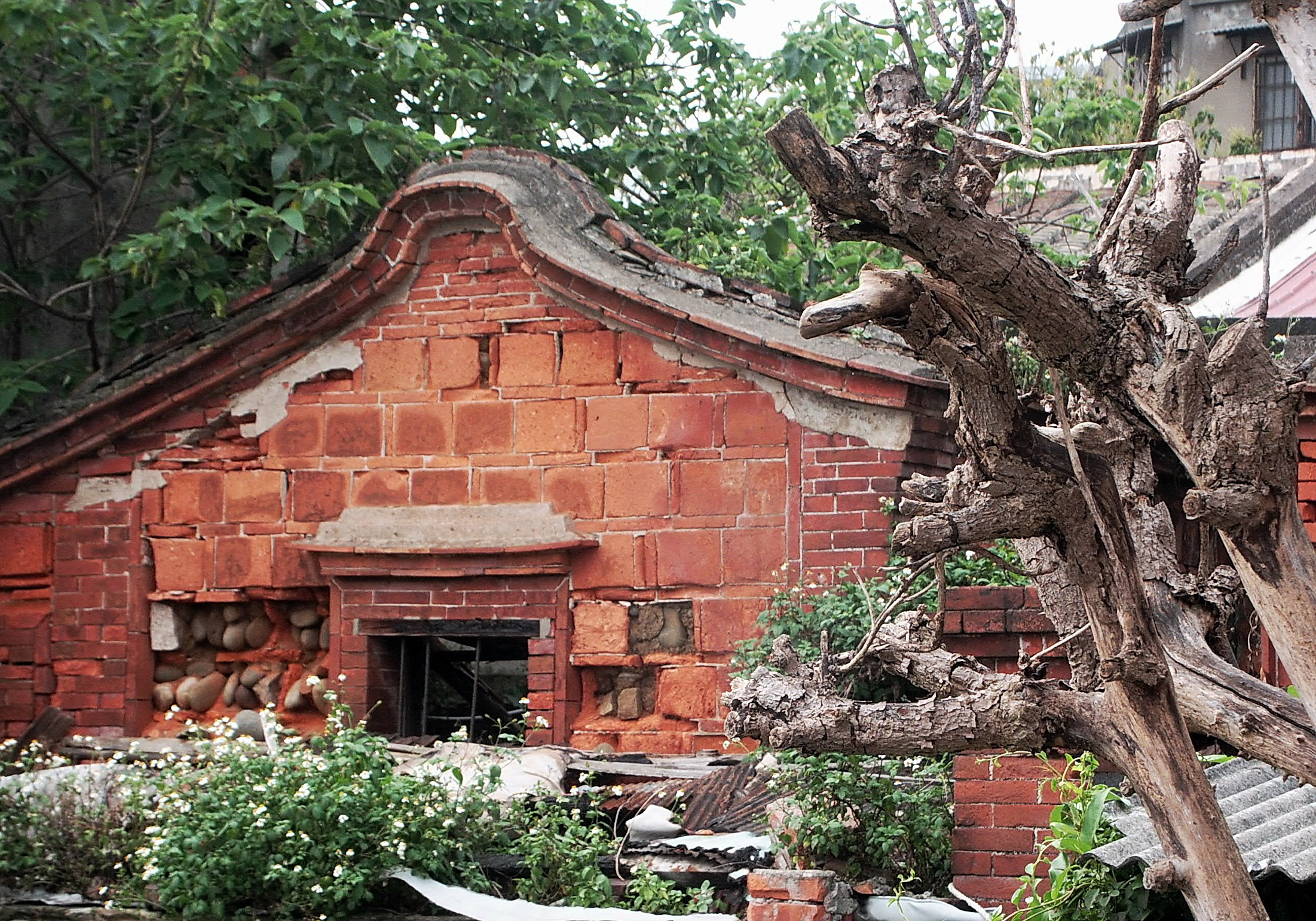
淡水油車口古厝金形馬背
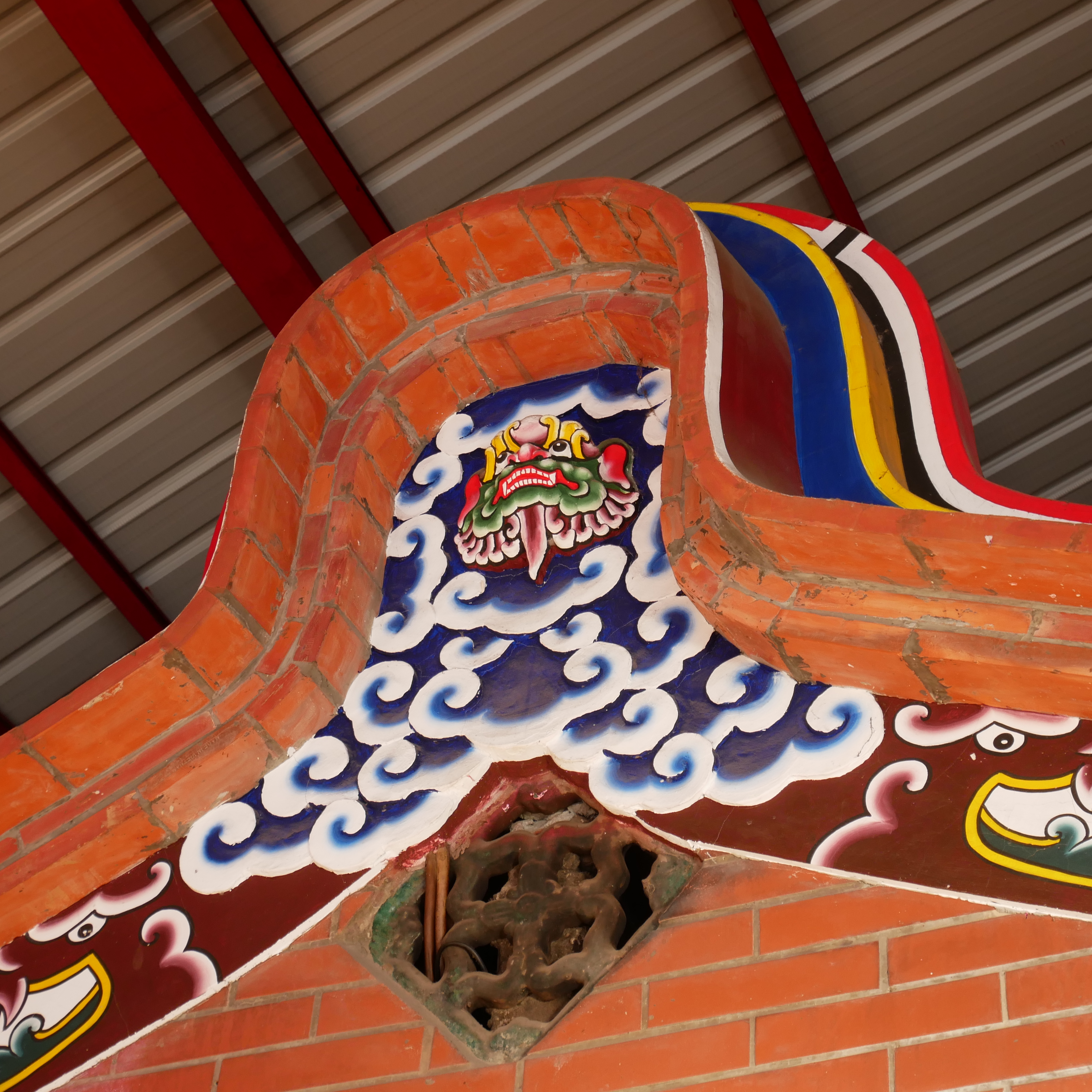
尖山福興宮木形馬背
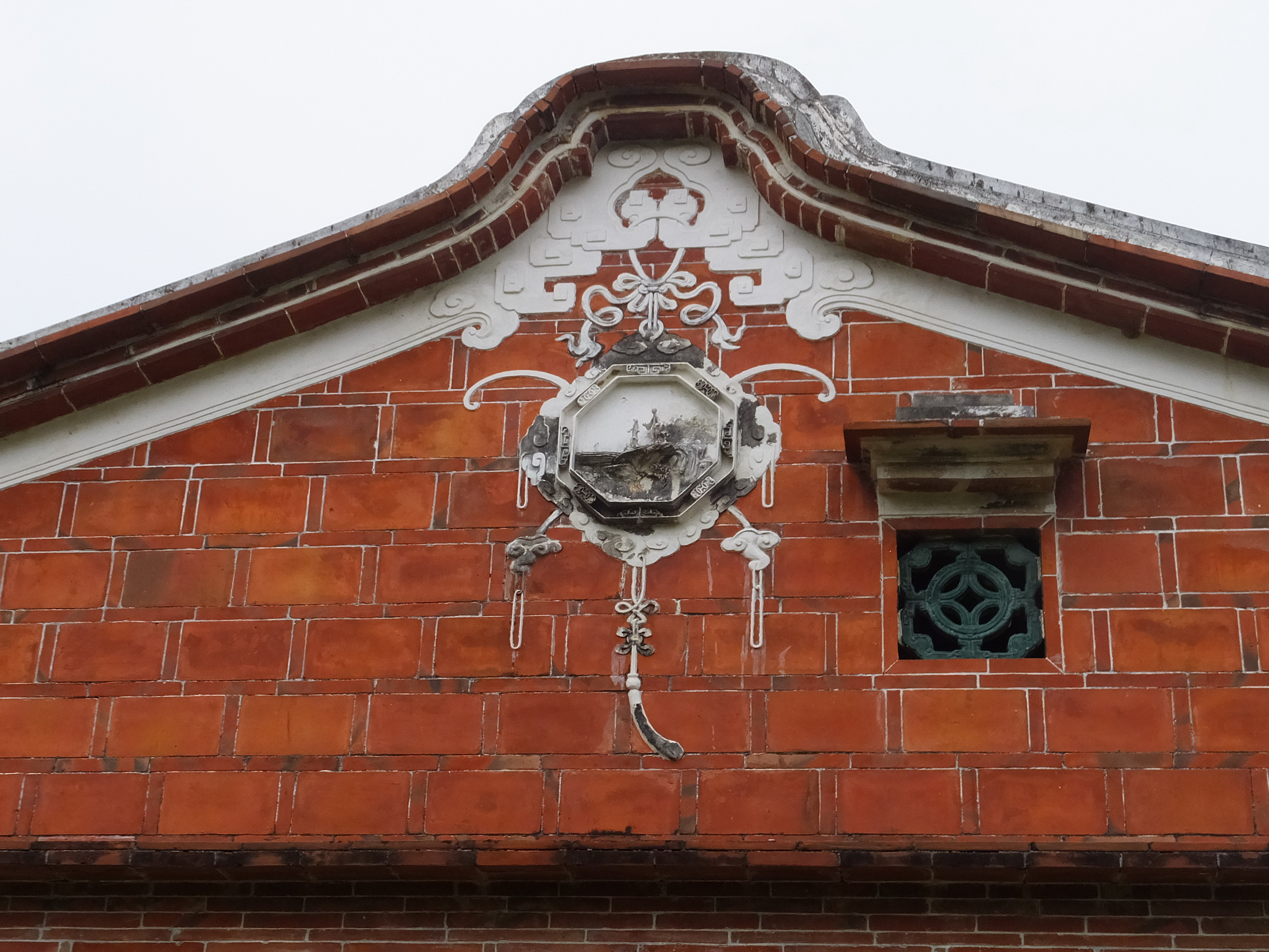
摘星山莊水形馬背
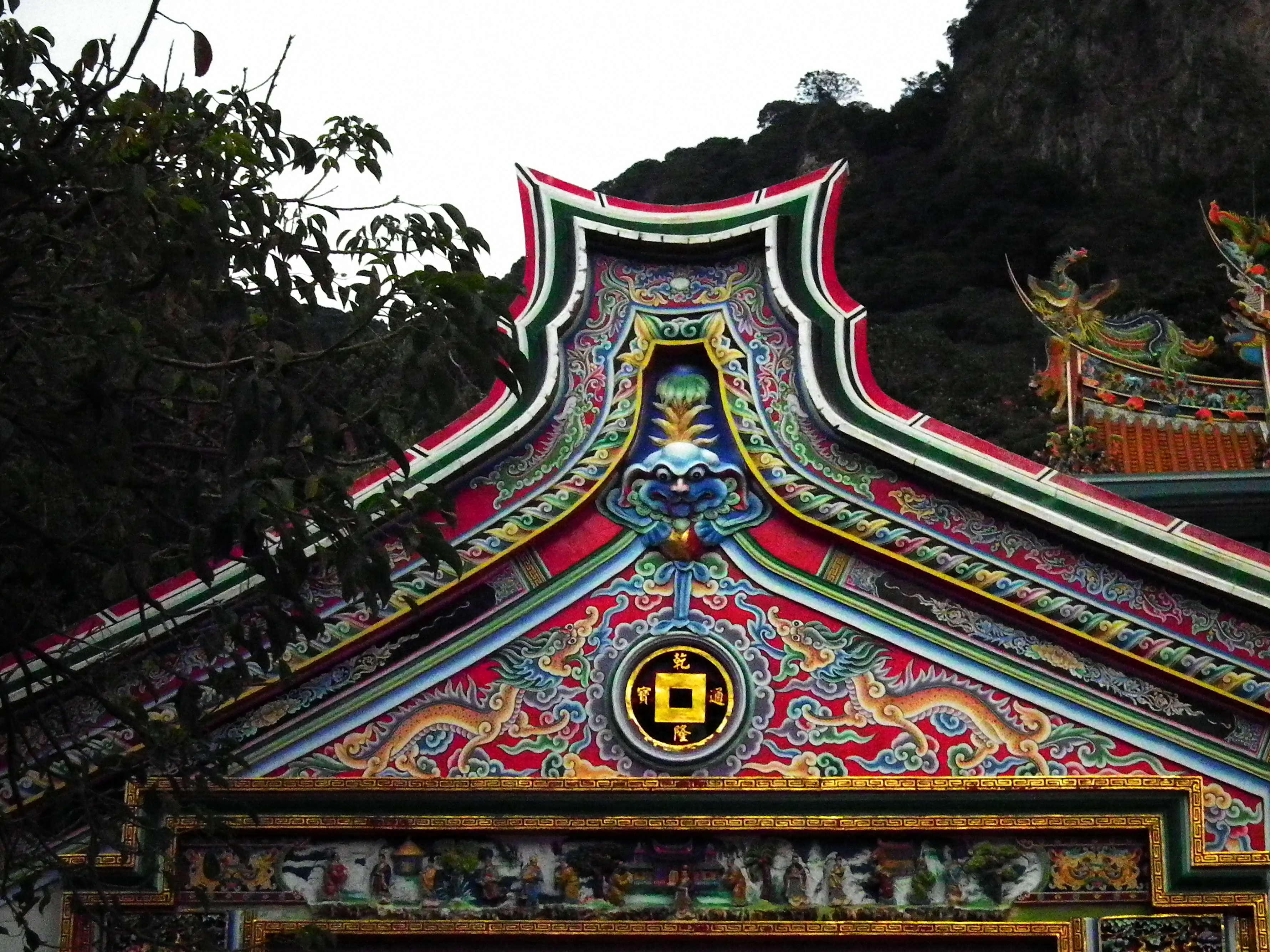
凌雲寺火形馬背

### 晚期馬背
晚期的馬背較具普遍性的有三種，分別為：風馬歸、弧形風馬歸及水門馬歸。

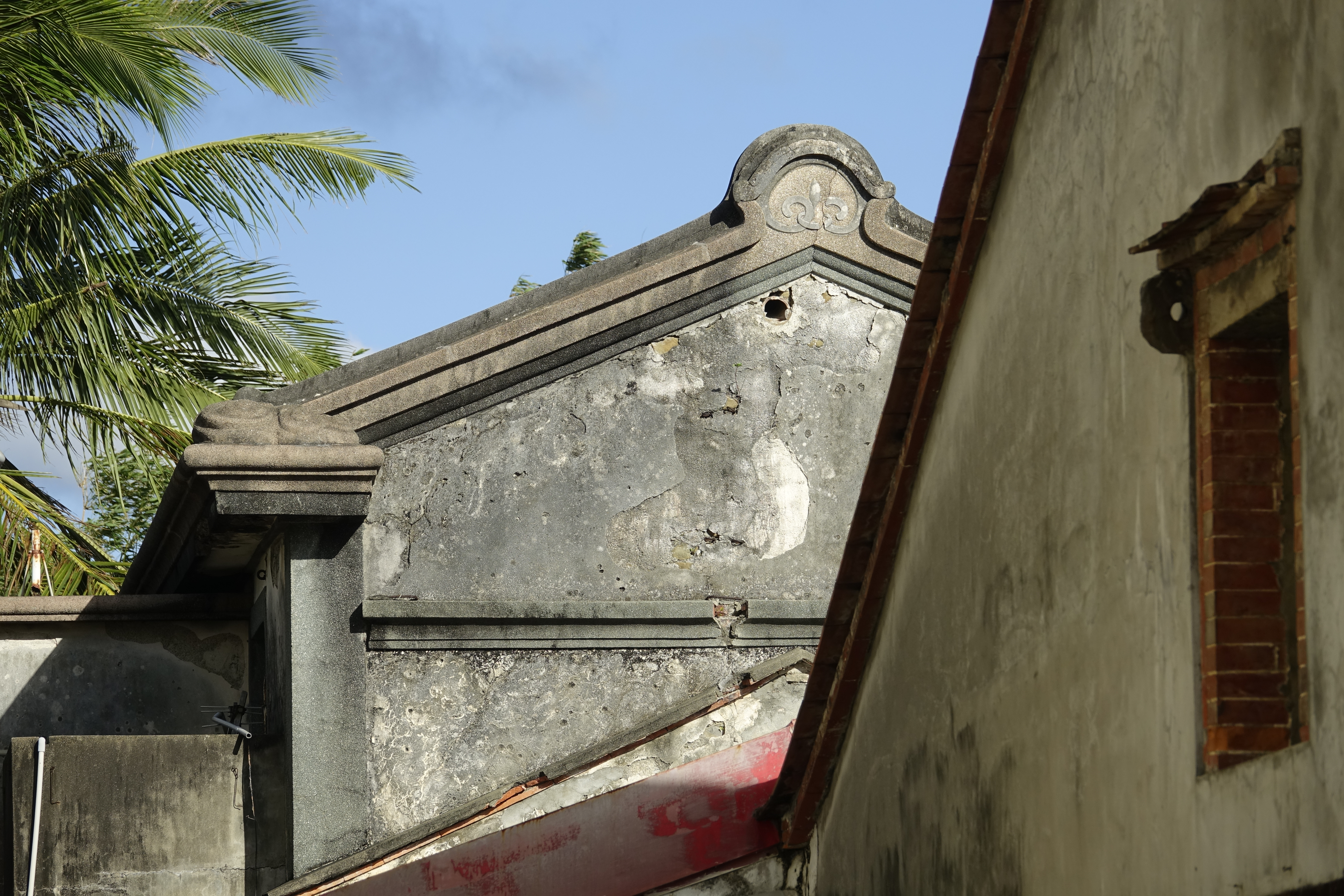
滿洲尤家古厝的山牆

### 澎湖的馬背
澎湖常見的脊頭（馬背）形式有三種：圓頭、八卦頭、如意頭。

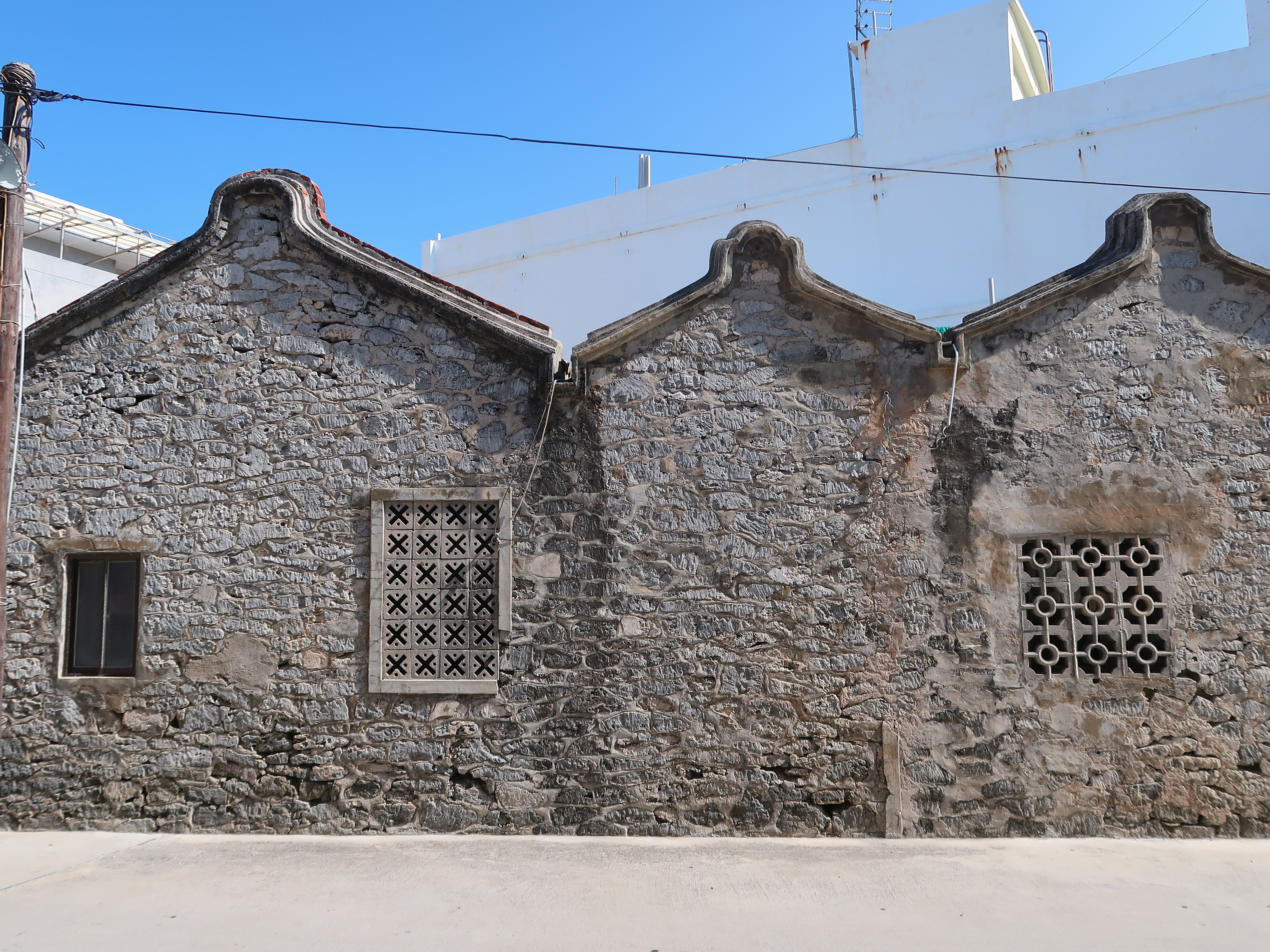
吉貝咾咕石古厝，由左至右分別為圓頭、如意頭、八卦頭
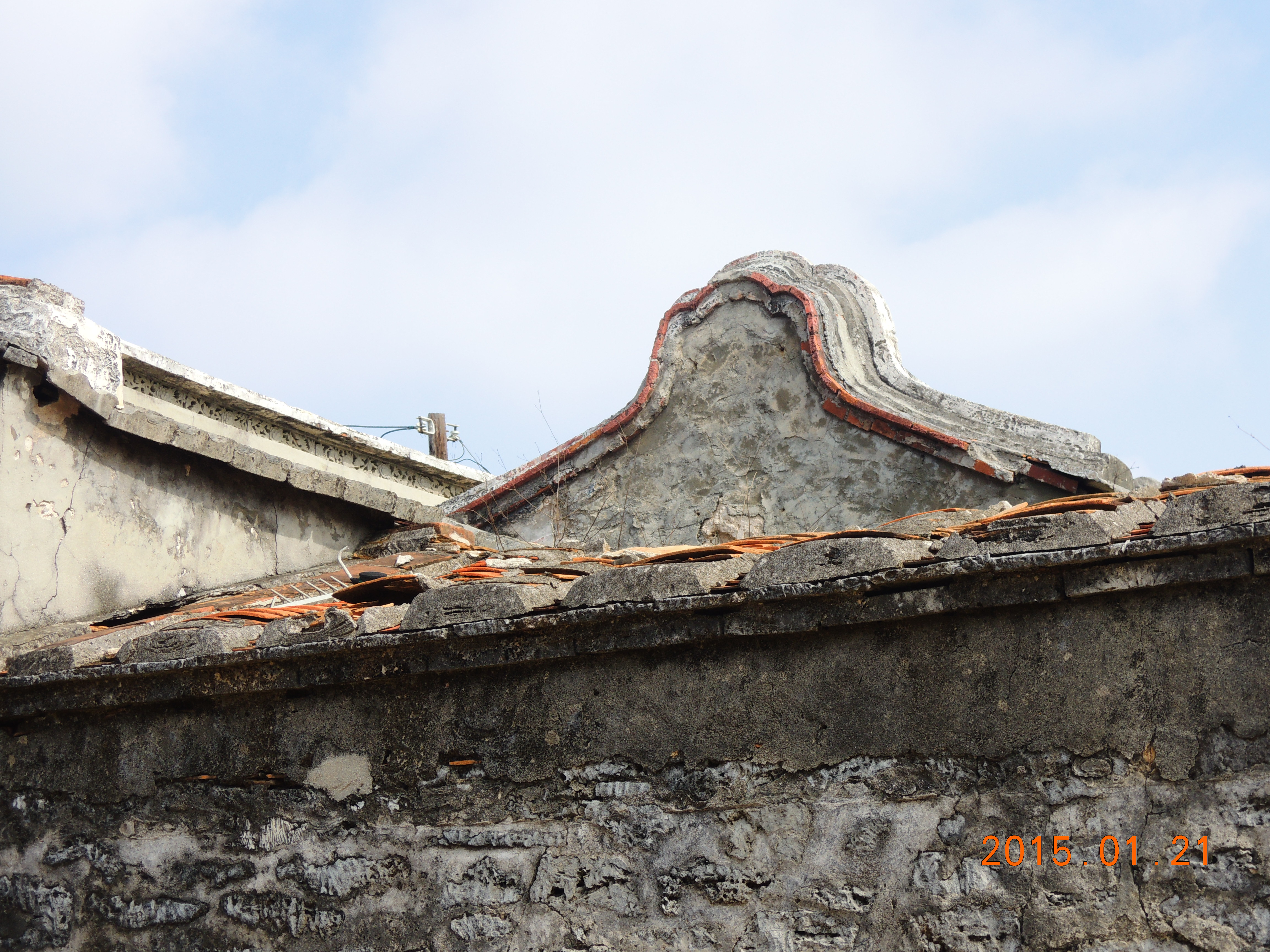
合界永成古厝的如意頭
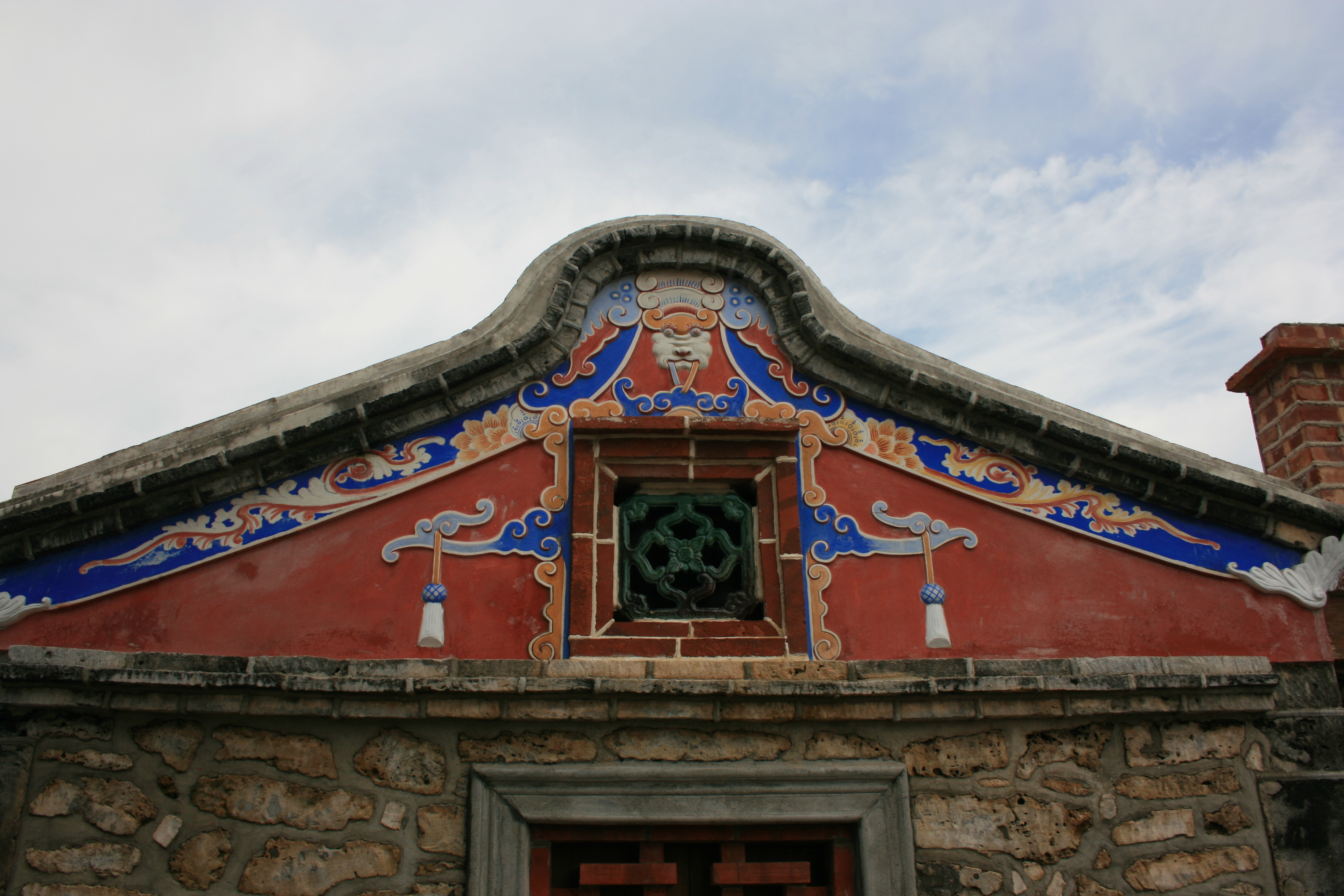
望安花宅聚落的圓頭

## 閩東馬鞍牆
馬鞍牆（平話字：mā-ăng-chiòng、huōi-chiòng），是封火牆的一種，又稱「風火山牆」（馬祖人多作「封火山牆」），是中國傳統建築中山牆的一種形式。
福州派建築的馬鞍牆不同於徽派建築的馬頭牆，具有強烈的閩都特色，集中見於福州（含中華民國連江縣）和寧德地區，作用在於分割空間圍合庭院、防範火患及祈福鎮邪，其功用與其他形制的封火牆相類似，但在形態上具有濃郁的地方特色。閩都傳統傳統民居的山牆，即閩都風火牆是以馬鞍形曲線構成，稱為馬鞍牆，亦有採用弓形、平行階梯形，這與江南傳統建築中以直線型的直角階梯式馬頭牆為主的特徵迥然相異。

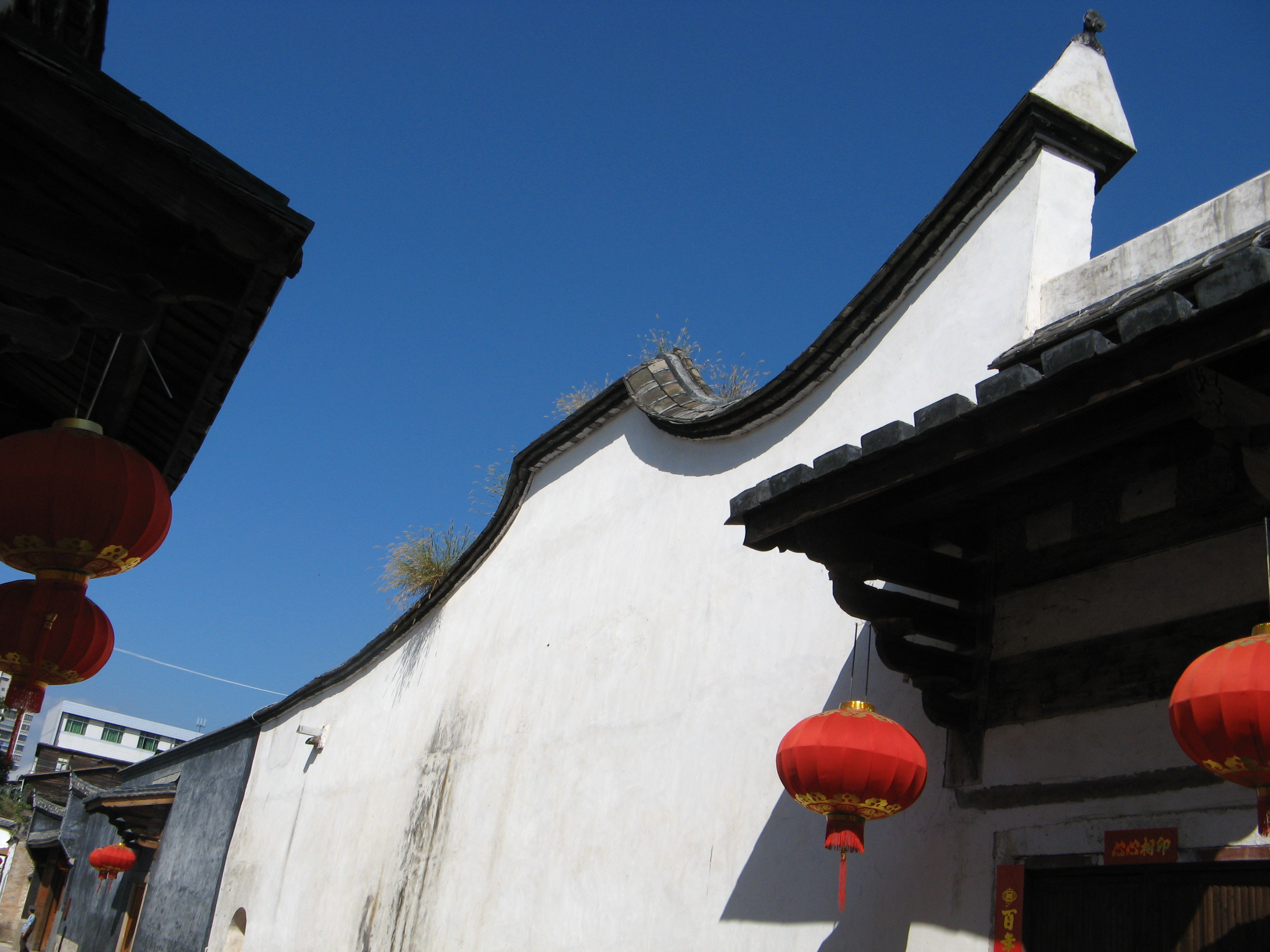
福州三坊七巷的封火牆
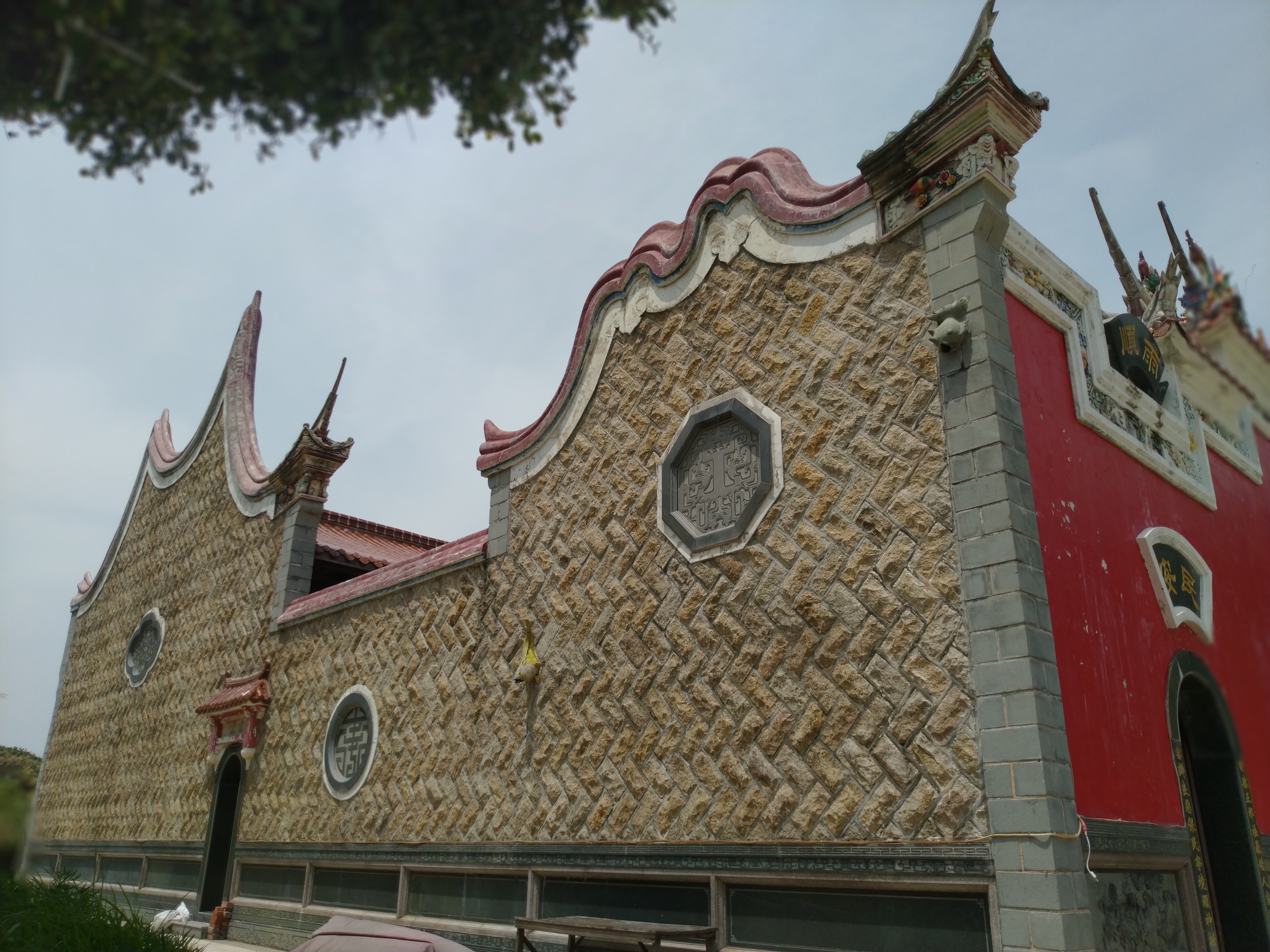
馬祖牛峰境五靈公廟
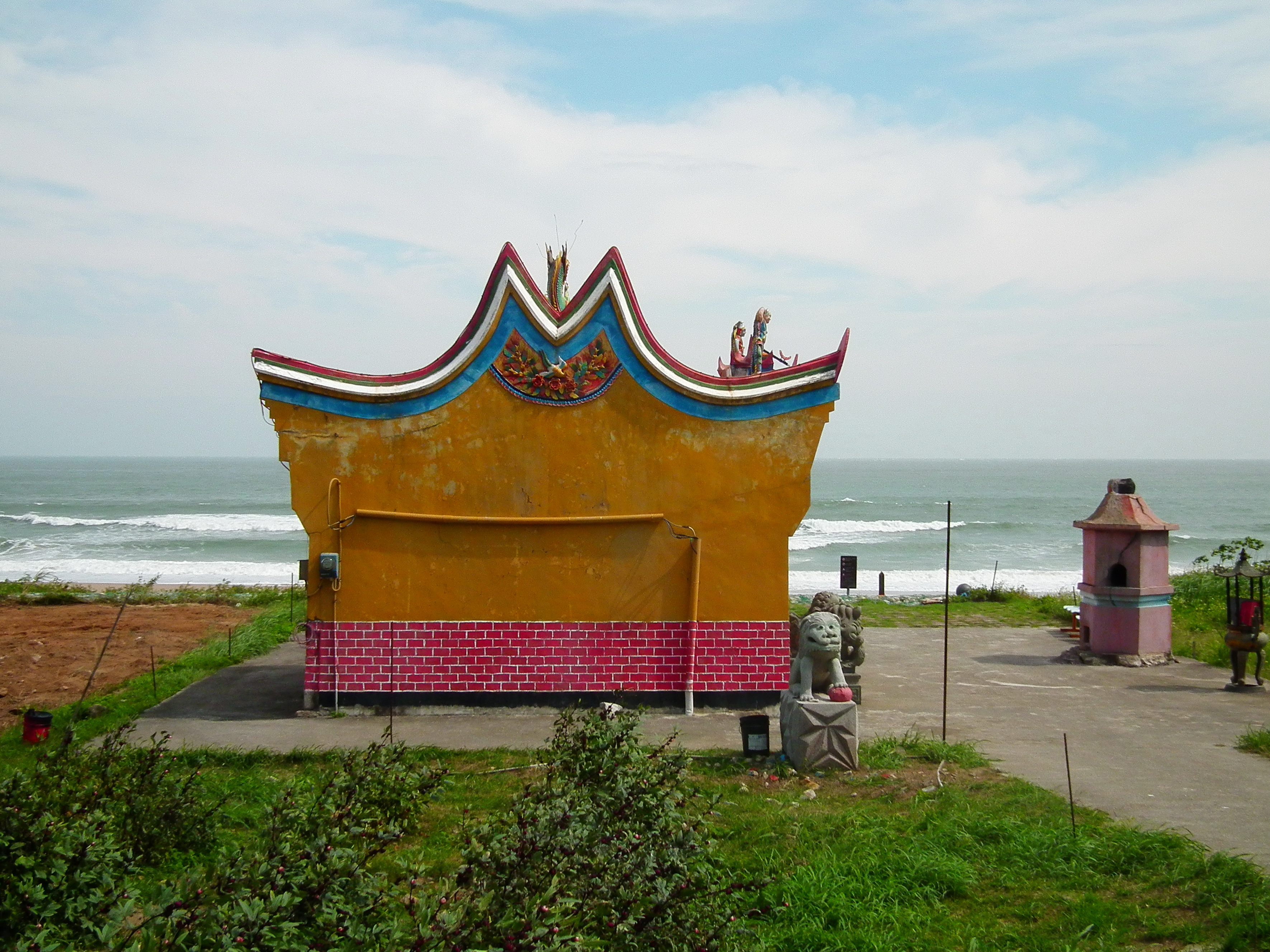
馬祖坂里天后宮
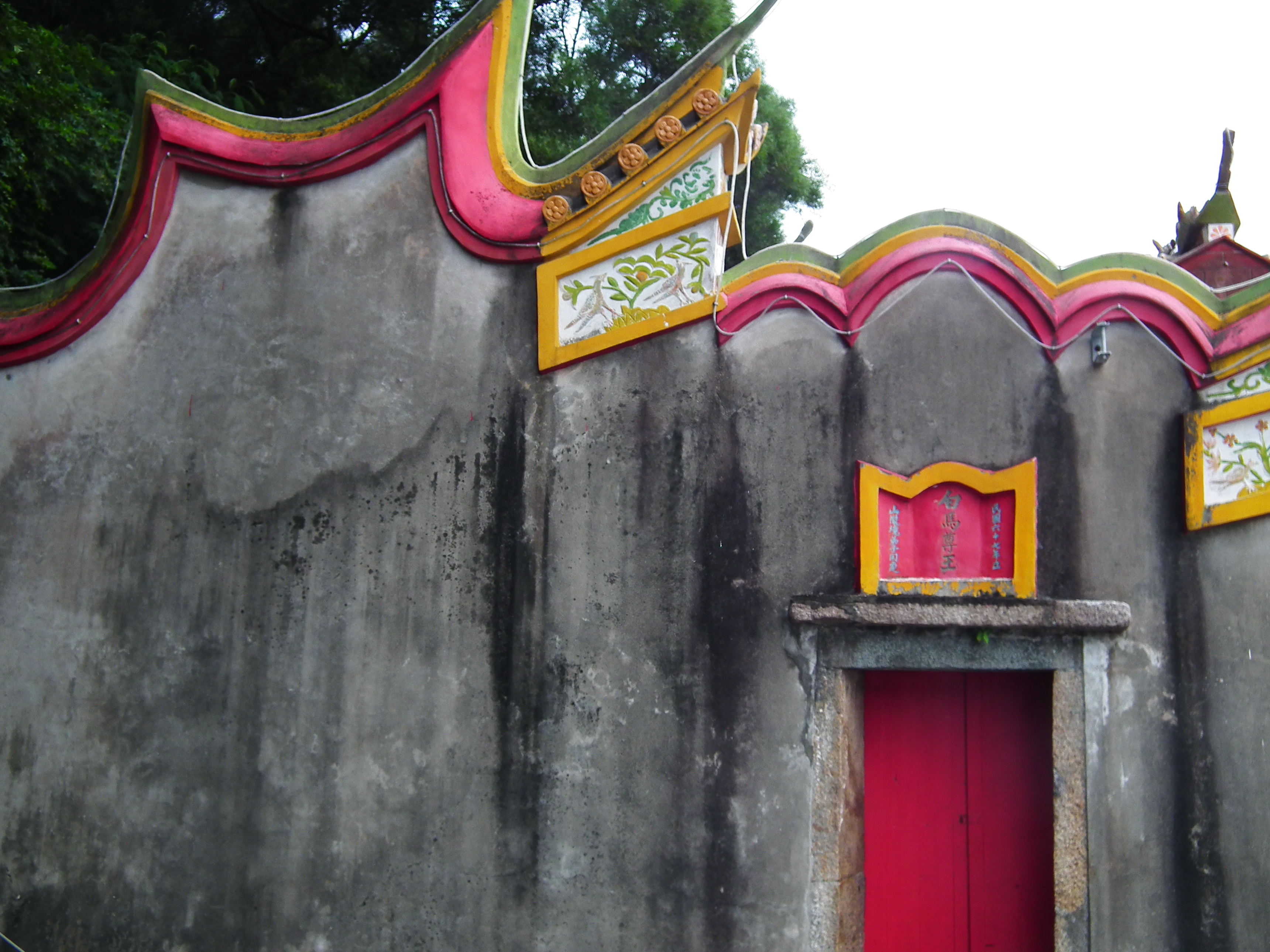
馬祖白馬尊王廟